# Enterobiosi
L'enterobiosi o oxiürosi és una infestació amb l'helmint Enterobius vermicularis, comunament anomenat l'oxiür humà. El símptoma més comú és la picor a la zona de l'anal. El període des de la ingestió d'ous fins a l'aparició de nous ous al voltant de l'anus és de 4 a 8 setmanes. Algunes persones que estan infestades no presenten símptomes.
La infecció generalment es produeix per la ingestió d'ous del cuc, per contaminació en les mans, els aliments, o amb menys freqüència, l'aigua. El temps d'incubació des de la ingestió dels ous fins a la primera aparició dels nous ous al voltant de l'anus és de 4 a 6 setmanes. El diagnòstic és veient els cucs que fan aproximadament un centímetre de llarg o els ous al microscopi.
El tractament sol ser amb dues dosis dels medicaments mebendazole (Lomper), embonat de pirantel (Trilombrin) o albendazole (Escazole) amb dues setmanes de diferència. Totes les persones que viuen o cuiden una persona infectada han de rebre tractament al mateix temps. Es recomana rentar els objectes personals amb aigua calenta després de cada dosi de medicament. Rentar-se les mans, dutxar-se diàriament al matí i canviar diàriament la roba interior sol ajudar a prevenir la reinfecció.
Les enterobiosi es produeix habitualment en totes les parts del món. L'enterobiosi no té cap associació amb qualsevol nivell socioeconòmic, raça o cultura. Els oxiürs sovint es consideren més una molèstia que una malaltia greu. Es creu que els oxiürs han afectat els humans al llarg de la història.